# Villaviciosa de Córdoba
Villaviciosa de Córdoba ist eine Gemeinde mit 3.064 Einwohnern (Stand: 2024) in der Provinz Córdoba in Andalusien. Sie liegt in der Comarca Valle del Guadiato.

## Geographie
Die Gemeinde grenzt an Almodóvar del Río, Córdoba, Espiel, Hornachuelos, Obejo und Posadas.

## Geschichte
Die Siedlung entstand im 15. Jahrhundert an der Bergroute in die Extremadura.  Im 1776 wird der Ort von Karl III. als unabhängiges Städtchen anerkannt und erhält die eigene Gerichtsbarkeit, wodurch Villaviciosa de Córdoba sich von der bisherigen Gemeinde Espiel lösen kann.